# Carabini
Tribu
Sous-tribus de rang inférieur
- Calosomatina
- Carabina

Les Carabini sont une tribu d'insectes coléoptères de la famille des Carabidae et de la sous-famille des Carabinae.

## Genres
Aplothorax – Calosoma – Carabus